# Соглашение центральной Советской власти с Башкирским правительством о Советской Автономной Башкирии
Соглашение центральной Советской власти с Башкирским правительством о Советской Автономной Башкирии (Соглашение Российского рабоче-крестьянского правительства с Башкирским правительством о советской автономии Башкирии) — документ об образовании, государственном и административном устройстве Башкирской Советской Республики. Заключено 20 марта 1919 года в Москве.

## История документа

### Первый этап переговоров
После объявления 21 ноября 1918 года указа А. В. Колчака, подтвердившего законодательные акты Временного Всероссийского правительства о ликвидации Башкирского правительства, для сохранения башкирской автономии Башкирское правительство было вынуждено рассмотреть вопрос о переходе на сторону советской власти. Для проведения переговоров в Москву были отправлены Г. Б. Карамышев и С. С. Атнагулов. Однако эта миссия была неудачной. Первый делегат был задержан и не смог выполнить поручение, а второй после перехода линии фронта решил не выполнять порученное задание. Повторно, в середине декабря 1918 года миссия по проведению переговоров была возложена на М. Д. Халикова и Х. Сагитова. 30 января 1919 года М. Д. Халиков вступил в переговоры с Уфимским губернским революционным комитетом. Копия подписанного протокола переговоров была передана Халикову для ознакомления членов Башкирского правительства.
Уфимский губревком проинформировал о пришедших переговорах председателя СНК РСФСР В. И. Ленина. В ответ на отправленную в Москву телеграмму, 6 февраля 1919 года председателем Уфимского губревкома Б. Н. Нимвицким была получена телеграмма, предлагавшая продолжить переговоры с М. Д. Халиковым и гарантировать требуемую национальную автономию и амнистию в случае перехода башкирских войск на сторону Красной Армии.
8 февраля 1919 года на совместном заседании Башкирского правительства и Башкирского войска были обсуждены достигнутые в Уфе договоренности и принято решение немедленно войти в окончательные переговоры с местными руководящими и центральными органами Российской Социалистической Федеративной Советской Республики для заключения договора по вопросу о Башкирии и взаимоотношений её с советской властью.
Для этого было предложено отправить в Уфу делегацию в составе Председателя Правительства Башкирии М. А. Кулаева, членов национального парламента Башкирского центрального шуро (совета) М. Д. Халикова и Х. Сагитова, адъютанта командира Башкирского войска А. И. Бикбавова.
Также было предложено делегировать М. А. Кулаева и М. Д. Халикова и в Москву для переговоров с Центральной советской властью.

### Второй этап переговоров
16 февраля на заседании Башкирского правительства было принято постановление о его переходе на сторону советской власти с 10 часов 18 февраля 1919 года.
В этот же день издан приказ о начале перехода Башкирского войска на сторону советской власти в тот же срок.
Правительство А. В. Колчака предпринимало попытки помешать этим планам. Уже в начале января 1919 года с ним вступили в переговоры оппозиционные Башкирскому правительству деятели башкирского национального движения во главе с М. Г. Курбангалиевым, которым 15 февраля 1919 года А. В. Колчаком было обещано самоуправление по типу казачьего.
18 февраля Колчаком командующему Западной армией была отправлена зашифрованная телеграмма в которой предлагалось арестовать лидеров башкирского национально-освободительного движения А. З. Валидова и М. А. Кулаева, однако задержка с расшифровкой телеграммы позволила им избежать ареста.
20 февраля 1919 года А. В. Колчак подписал воззвание к башкирам, обещая им самоуправление в местных делах, что предотвратило переход ряда башкирских военных подразделений на сторону большевиков.
18 февраля 1919 года в Уфе состоялось заседание с участием представителей правительства РСФСР от Наркомнаца — М. Х. Султан-Галиева, от Уфимского ревкома — Б. Н. Нимвицкого, губкома партии — В. Седенкова и Реввоенсовета 5-й армии В. М. Смирнова и башкирской делегации, на котором был разработан проект предварительного договора между Башкирским правительством и представительством Советского правительства.
Договор должен был быть подписан, но 19 февраля пришла телеграмма от Реввоенсовета Восточного фронта с предложением прекратить переговоры и продолжить их в Симбирске, так как в связи с началом перехода Башкирского войска подобные переговоры были начаты в расположении1-й Красной армии.
21-22 февраля 1919 года на I Всебашкирском военном съезде проведённая работа по подготовке договора получила одобрение, был избран Временный революционный комитет, которому передана вся полнота власти Правительства Башкирии.
Для продолжения переговоров о заключении договора 21 февраля 1919 года башкирская делегация отправилась в Симбирск, в штаб Реввоенсовета Восточного фронта. Трудности на железной дороге позволили делегатам доехать до Симбирска лишь 27 февраля 1919 года. В этот же день они встретились с членами Реввоенсовета Восточного фронта и подписали текст предварительного договора (Симбирский предварительный договор).

### Подписание окончательного соглашения
Для окончательного заключения договора, 7 марта 1919 года башкирская делегация прибыла в Москву . Активно поддерживал работу делегации возглавивший Башревком А. З. Валидов, также приехавший в Москву. В ходе острых дискуссий и консультаций, к 9 марта 1919 года был разработан состоящий из 14 параграфов, так называемый Московский предварительный договор. Со стороны Башкирии его подписали М. А. Кулаев, М. Д. Халиков, А. И. Бикбавов, со стороны РСФСР — И. В. Сталин, А. З. Каменский. Копии договора для согласования и внесения замечаний были разосланы в народные комиссариаты РСФСР. В результате доработки проект договора получил окончательное название («Соглашение») и претерпел ряд изменений как в структуре, так и в содержании.
16 марта 1919 год вопрос о соглашении был рассмотрен на заседании ЦК РКП(б) с участием В. И. Ленина. На следующий день представителями обеих сторон, И. В. Сталиным, М. А. Кулаевым, М. Д. Халиковым, А. И. Бикбавовым, соглашение было подписано в Наркомнаце РСФСР.
20 марта 1919 года на заседании СНК РСФСР было принято постановление об утверждении соглашения и о его передаче во ВЦИК. На этом же заседании соглашение было подписано В. И. Лениным. В этот же день соглашение было окончательно утверждено ВЦИК — свои подписи под документом ставят и. о. председателя ВЦИК М. Ф. Владимирский и секретарь ВЦИК А. С. Енукидзе.
23 марта 1919 года текст «Соглашения» был опубликован в газете «Известия ВЦИК» № 63/615.

### События после подписания документа
Правительством республики к концу 1919 года была проделана значительная работа по претворению в жизнь основных положений соглашения. Однако действия центральных властей были направлены на ограничение прав автономии. После принятия 19 мая 1920 года декрета ВЦИК и СНК РСФСР «Об отношениях Автономной Советской Башкирской Республики к Российской Советской Республике» (Постановления «О государственном устройстве Автономной Советской Башкирской Республики») республика была практически лишена политических и экономических прав, гарантированных Соглашением. Попытки опротестовать ограничение прав автономии как со стороны руководящих органов, так и населения (включая крупное Бурзян-Тангауровское восстание, которое было подавлено) были безрезультатными, и завершились фактической ликвидацией Башревкома. В последующем создаваемые автономные республики получали стандартный набор прав, в соответствии с принципами декрета от 19 мая 1920 года.
Позднее Ахмет Заки Валиди вспоминал, что Ленин назвал прежний договор «клочком бумажки», который «ни к чему не обязывает».

## Структура и содержание документа

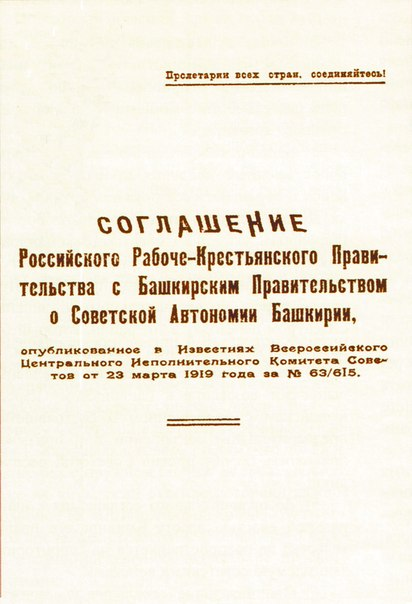
Титульный лист «Соглашения»

Структура документа представлена 16 параграфами, которые касались общественного, государственного и административного устройства Автономной Башкирской Советской Республики.
- Параграф 1 определяет, что Автономная Башкирская Советская Республика образуется в пределах Малой Башкирии и является федеративной частью РСФСР[14][21].

- Параграфы 2, 3 и 4 определяют территорию республики. В параграфах 2 и 3 дается описание волостей и населенных пунктов отдельных уездов, которые входят в состав республики. Параграф 4 определяет территории (так называемый горно-заводской район с центром в Златоусте и ряд волостей южной части Стерлитамакского уезда), которые остаются неподчиненными Башкирскому правительству до опроса населения этих территорий[22].

- Параграф 5 определяет, что все железные дороги, заводы и рудники, находящиеся на территории республики должны оставаться в непосредственном ведении центральной Советской власти. При этом отмечалось, что при распределении продуктов местной промышленности запросы и нужды республики должны удовлетворяться в первую очередь[22][23].

- Параграф 6 определяет административно-территориальное устройство республики, основу которого составляют 13 кантонов. Здесь дается описание того какие территории составляют каждый кантон и указывается его административный центр[22][21].

- Параграф 7 документа обращается к статусу территорий обозначенных в пункте 4. В случае их присоединения к Башкирии они должны были составить особую административную единицу[24].

- Параграф 8 документа подчеркивает, что власть в республике организуется на точном основании Конституции РСФСР, утвержденной V Всероссийским съездом Советов 10 июля 1918 года[22][21].

- Параграфы 9 и 10 регламентируют создание Башкирской армии (кавалерийская башкирская дивизия с 4 полками и стрелковая башкирская бригада с 3 полками). Она создавалась в целях борьбы «как с Российской, так и мировой контрреволюцией». Определялется её структура, подчинение, управление, вооружение и содержание[22][25].

- Параграф 11 посвящён вопросу обеспечения внутренней охраны и порядка в республике и определяет, что они должны поддерживаться её «вооружённым пролетариатом»[25].

- Параграф 12 закрепляет финансовую поддержку республики в области «организации Советской власти и проведения культурно-просветительных мер в стране» со стороны РСФСР[26][23].

- Параграф 13 определяет, что до созыва съезда Советов Башкирии вся полнота власти в пределах Башкирской Советской Республики переходит к Временному Революционному Башкирскому Комитету. Также этим параграфом предписывается создание специальной смешанной комиссии для созыва съезда. В состав смешанной комиссии должны были войти 5 человек, двоих из которых будет делегировать Башревком и ещё двоих — Центральная Советская власть, пятый человек должен был быть назначен по соглашению сторон и комиссии[27][23].

- Параграф 14 регламентирует вопрос о взаимном делегировании полномочных представителей Башревкомом (или ЦИК Башкирской Советской Республики) и Всероссийским ЦИК[27][23].

- Параграф 15 определяет временную, до созыва съезда Советов в Башкирии, столицу республики — Темясово[27].

- Параграф 16 закрепляет гарантии отсутствия репрессий за деятельность до вхождения республики в РСФСР в отношении членов Башкирского Правительства, административных учреждений и общественных организаций[27][23].

## Значение документа
Признание башкирской автономии в марте 1919 года, зафиксированное соглашением, имело большое историческое значение и было встречено башкирским народом с большим удовлетворением. Башкирия стала первой и единственной автономной республикой РСФСР, созданной на договорных началах. Признание республики в качестве федеративной части РСФСР выступило фактом, свидетельствующим о возрождении и обновлении традиций договорных отношений Башкирии с Россией. Был юридически закреплен государственно-правовой статус республики и осуществлено её наделение широкими полномочиями. Соглашением было положено начало федерализации России — для многих народов была открыта возможность получения государственности в советской форме (в виде национальной автономной республики, национальной автономной области и т. д.). Дата публикации документа (23 марта 1919 г.) считалась днём образования Башкирской АССР. Ныне соглашение упоминается в преамбуле Конституции Республики Башкортостан. День подписания документа — 20 марта является Памятным днём Республики Башкортостан.